# Eriococcus chaoticus
Eriococcus chaoticus är en insektsart som beskrevs av Goux 1991. Eriococcus chaoticus ingår i släktet Eriococcus och familjen filtsköldlöss.
Artens utbredningsområde är Frankrike. Inga underarter finns listade i Catalogue of Life.